# Зимовий наступ в Україні (1918—1919)
Зимовий наступ у Західній Україні (1918—1919) — відступ військ ЗУНР та УНР внаслідок наступу військ Польської Республіки на території Західної України. Закінчився тимчасовим перемир'ям, згодом розгорнулися нові бойові дії.

## Передісторія

### Вуличні бої у містах Галичини

#### Встановлення владиУНРв Галичині. Бій за Перемишль

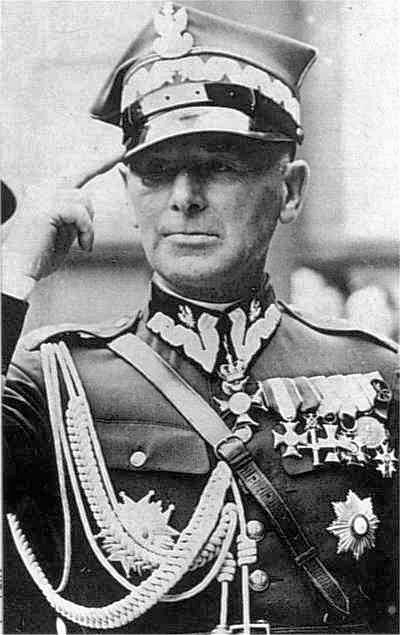
Польський військовий діяч Едвард Ридз-Смігли

У ніч на 1 листопада 1918 року 1500 озброєних солдатів та офіцерів Українських січових стрільців (входили до того до складу австро-угорської армії) за організації Української Національної Ради без попередження увійшли до Львова. Озброєні формування українців за одну ніч зайняли всі найважливіші установи міста: будівлю австрійського штабу військового командування та будівлю управління королівством Галичини та Лодомерії, Сейм королівства Галичини та Лодомерії, залізничний вокзал, казарми армії та поліції, пошту. Українські формування застали гарнізон міста зненацька, тому той практично не чинив опору. Усі австрійські солдати були роззброєні, генерал-коменданта міста було взято під арешт, який перед цим склав свої повноваження. Штаб українських військ розташувався у Львівському Народному домі.
Австрійці у такій ситуації оголосили про нейтралітет. Вранці місто повністю контролювалось українськими військами. Тієї ж ночі влада безкровно перейшла до рук українців у Станіславові (Івано-Франківську), Тарнополі (Тернопіль), Золочеві, Сокалі, Раві-Руській, Коломиї, Снятині, Печеніжині, Бориславі та ін.
Польські організації, що сподівалися на безкровне входження Галичини до складу Польщі, після її відродження. Тому 1 листопада у Перемишлі польські загони міліції разом із нерегулярними озброєними формуваннями поляків почали збройний опір воєнізованим формуваннями українців. Приводом для початку військових дій став інцидент 2 листопада біля залізничного вокзалу, внаслідок якого загинуло 7 українців. 3 листопада до Перемишля увійшли 220 озброєних селян-українців із навколишніх сіл, які вибили із міста польську міліцію. Під час битви селяни змогли заарештувати австрійського коменданта міста та командувача загонами польської міліції. Протягом одного тижня у Перемишлі зберігався відносний спокій. Місто контролювалося українськими загонами, до складу яких увійшло відразу 500 осіб.
10 листопада із заходу до Перемишля підійшли регулярні польські війська, які налічували 2000 чоловік піхоти, кілька бронеавтомобілів, один бронепоїзд та кілька гармат. Їм протистояли 700 українців, що мали дві гармати. На підступах до Перемишля розпочався бій, внаслідок якого місто перейшло під контроль польської армії. Взяття Перемишля поляками дозволило їм розгорнути наступ на Львів, де точилися інтенсивні вуличні бої.

#### Бій за Львів
Бої у Львові розпочалися на день пізніше, ніж у Перемишлі. Вранці 1 листопада, одразу після переходу влади у місті до рук українців, польські лідери Львова оголосили про початок мобілізації. Одночасно розпочалося укріплення польських кварталів міста. У першій половині дня зберігалася напружена ситуація, хоча зіткнень не відбувалося. У другій половині дня польські формування перетворили Львівський політехнічний інститут та собор святого Юра на укріплені пункти для збору призовників. Вулиці навколо цих будівель були перегороджені барикадами.

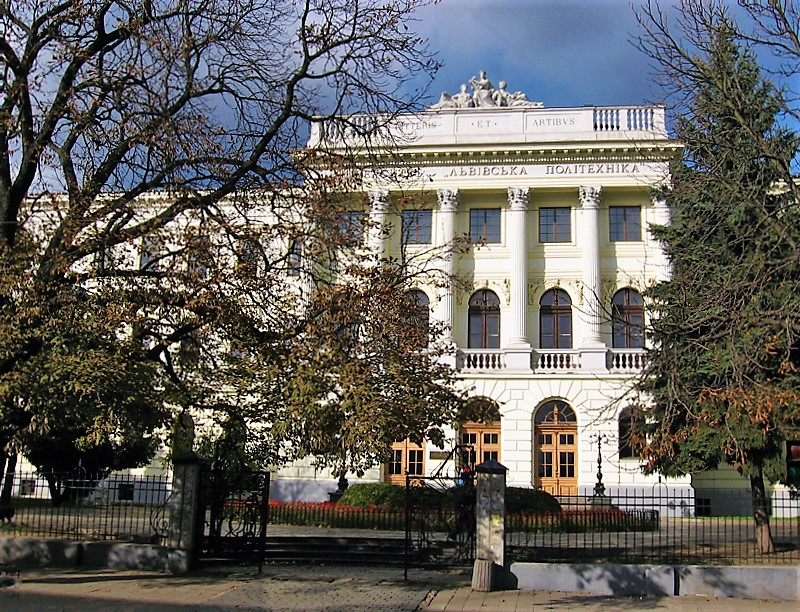
Львівський політехнічний інститут у наші дні

Тим часом українська влада Львова не могла дійти спільного рішення, як відреагувати на «польську активність у місті». Незважаючи на це, і з українського боку розпочалися приготування до боїв. У ніч з 1 на 2 листопада у місті встановилося затишшя, яке і українці, і поляки використовували як час для перегрупування сил.
Рано-вранці 2 листопада у Львові пролунали перші постріли. У різних частинах міста почалися бої, які переросли у запекле протистояння біля вокзалу, товарної станції, складів зброї та продовольства. В результаті поляки опанували ці ключові точки, що їм дозволило додатково озброїти ще 3000 осіб. Також 200 ветеранів світової війни з Польської військової організації розташувалися у школі імені Сенкевича. Маючи 64 гвинтівки вони виступили проти українських січовиків на західній околиці міста. Наступного дня лави польських захисників Львова вже налічували 6000 осіб, з них 1400 підлітків — гарцерів, гімназистів та студентів, які отримали за свою хоробрість прізвисько «львівських орлят» (найвідоміший серед них — тринадцятирічний Антос Петрикевич, Віртуті Мілітарі). Незважаючи на бої, того ж дня між поляками та українцями розпочалися переговори щодо вироблення спільних угод та припинення вогню. Переговори провалилися і 3 листопада вуличні бої відновилися. До того дня поляки мобілізувати ще 1150 солдатів, яким протистояло 2050 бійців українських формувань. Але поляки мали чисельну перевагу в кількості професійних бійців та офіцерів, тоді як на українському боці переважно воювали рядові військовики.

#### Посилення польських військ у Львові
Українського коменданта міста було обрано ще в ніч з 1 на 2 листопада. Польські сили своїм комендантом 3 листопада обрали Чеслава Мончинського. Одночасно було створено Народний польський комітет. Того ж дня польські формування здійснили рейд до центру Львова, який контролювали українські сили. Тим часом зі сходу до міста увійшло 1000 українських січових стрільців під командуванням Гриця Коссака, які вже 4 листопада були кинуті у бій поблизу залізничного вокзалу. 5 листопада поляки відбили атаку українців і самі перейшли у наступ. Внаслідок вуличних боїв центр Львова був оточений польськими формуваннями з трьох боків — із півдня, заходу та півночі. У центрі перебувала українська влада міста та всієї Галичини.

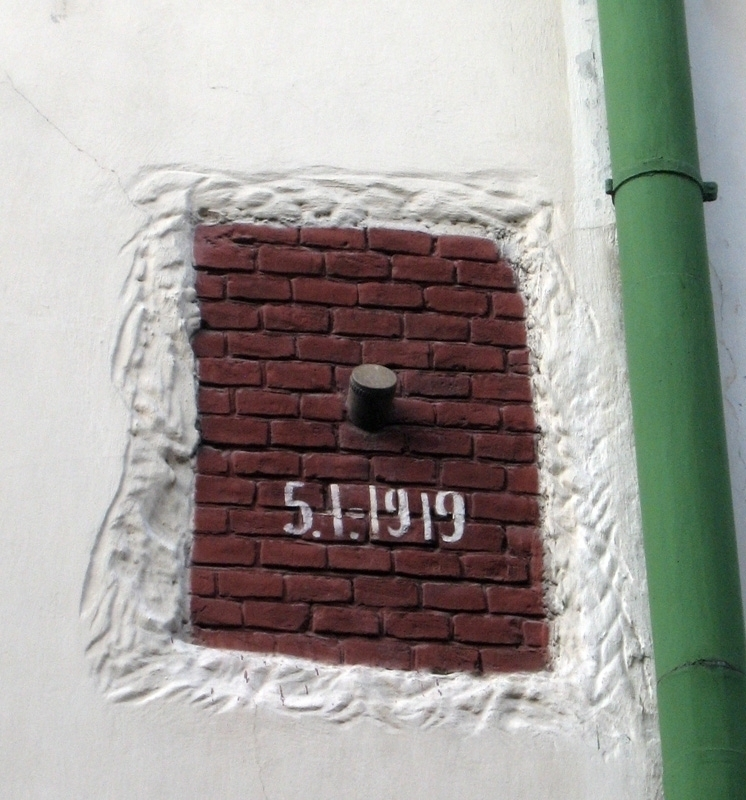
Український снаряд, що не розірвався, застряг у стіні Преображенської церкви у Львові

З 5 по 11 листопада точилася позиційна війна навколо центру Львова. Великі битви велися біля львівської Цитаделі, казарм та кадетської школи. Усі спроби сторін розпочати переговори переривалися, оскільки кожна із сторін вважала місто споконвічно своїм. 12 листопада українці прорвали оточення, і поляки розпочали відступ від центру міста. 13 листопада у Львові було проголошено створення Західноукраїнської Народної Республіки, президентом якої було обрано Євгена Петрушевича. Тим часом поляки прорвалися до південної частини Львова, зупинивши наступ українців на околиці міста та увійшовши в тил частинам українських військ. 14 листопада фронт знову змінився: українці увійшли до північних кварталів міста, вибивши звідти поляків. 15 листопада польські війська на автомобілях увірвалися до північних кварталів Львова, знову повернувши контроль над ними. 16 листопада бої знову стали позиційними.
Після довгих, безуспішних для обидвох сторін боїв за Львів розпочалися переговори. 17 листопада у Львові було підписано договір про припинення вогню на два дні. За ці два дні уряд ЗУНР звернувся до своїх прихильників у Галичині, де не велися бойові дії, з проханням надіслати підкріплення. Але погано організована система мобілізації не дозволила українським силам вчасно надіслати до міста додаткові сили, тому бійці, які прибували в наступні дні до Львова, не змогли переламати ситуацію на користь влади ЗУНР. Тим часом поляки, яким тижнем раніше вдалося захопити Перемишль, підвезли залізницею до Львова 1400 піхотинців, 8 гармат та 11 кулеметів. Також до міста прибув польський бронепоїзд. Це значно змінило співвідношення сил у місті. Тепер перевага була на боці поляків — 5 800 осіб, коли українці мали лише 4 600 осіб, з яких половина була непрофесійними волонтерами. Тепер бої точилися між двома повноцінними арміями, польською та українською, які встигли на той момент сформуватися, а не між напівпрофесійними нерегулярними формуваннями.

#### Відступ українців зі Львова

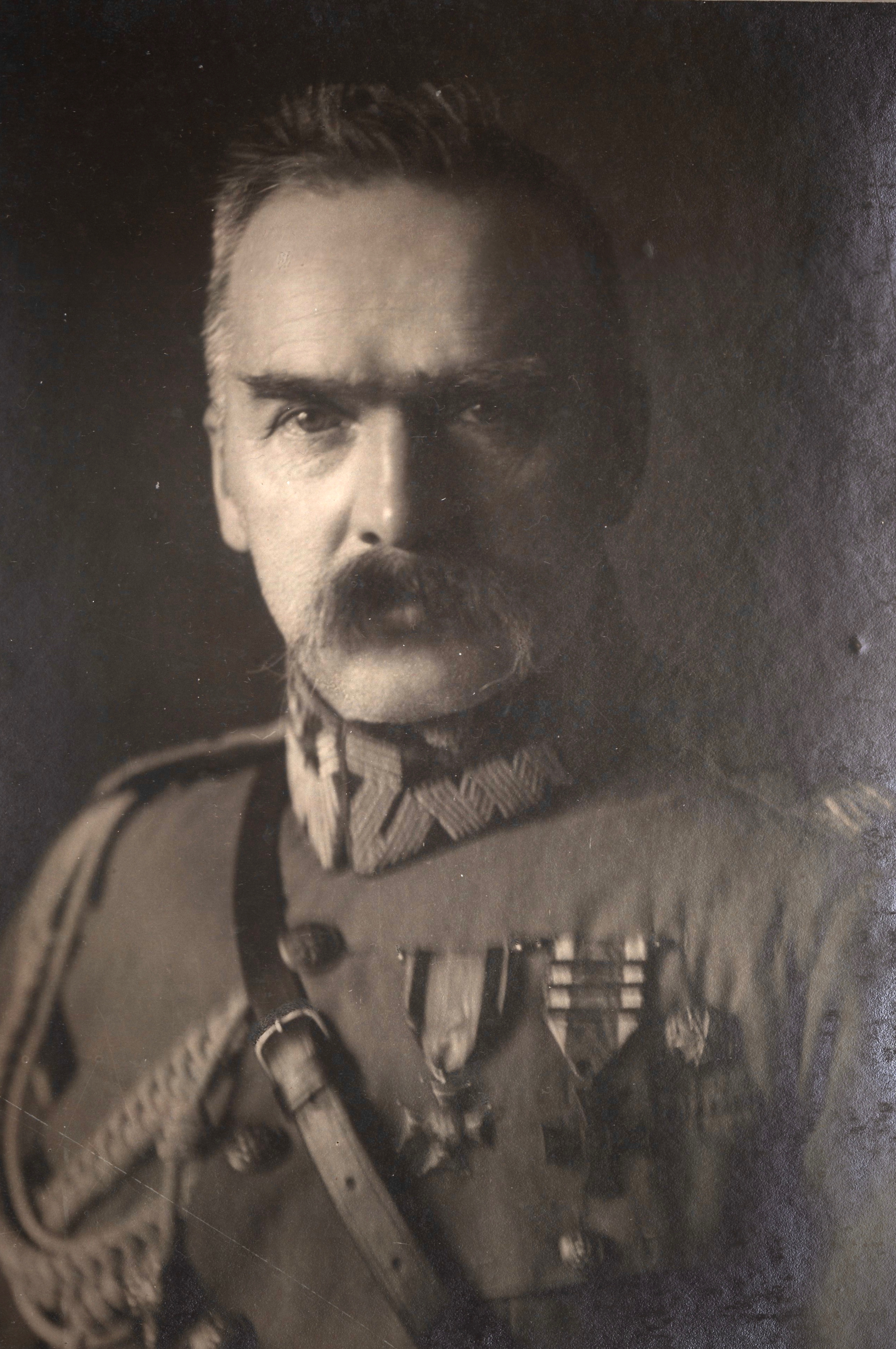
Юзеф Пілсудський

21 листопада термін перемир'я минув. О 6-й годині ранку поляки розпочали загальний наступ. Польський 5-й піхотний полк під командуванням майора Міхала Токажевського-Каршевича (уродженця Львова) прорвався до столиці ЗУНР з боку Перемишля, завдяки чому поляки отримали значну перевагу і надвечір взяли в кільце українців у центрі Львова. Поляками був зайнятий цвинтар — стратегічно ключовий пункт у місті. У ніч проти 22 листопада полковник Стефанов наказав українським частинам залишити Львів. Українські частини зосередилися за 30 кілометрів на півдні, сході та півночі міста, взявши його в облогу.
Вранці поляки увійшли до центру міста. Однак польське командування було розчароване тим, що спромоглося випустити з «котла» 4000 ворожого війська. Відразу після взяття міста у Львові відбувся єврейський погром. Євреї зберігали нейтралітет у польсько-українському протистоянні. В результаті погрому 500 євреїв отримало поранення різного ступеня, ще близько 70 було вбито.
Тим часом, в українській частині Галичини з 22 по 25 листопада відбулися вибори 150 членів Української Національної Ради — законодавчого органу ЗУНР. Майже третину місць було зарезервовано для національних меншин (насамперед — поляків та євреїв). Поляки вибори бойкотували, на відміну від євреїв, які становили майже 10 % від складу депутатів.
На згадку про про-польських захисників міста у 1920-і роки було зведено меморіал на Личаківському цвинтарі, звідки у 1925 році до Варшави було вивезено прах загиблого у Львові солдата, де він був перепохований у могилі Невідомого солдата.

## Хід наступу

### Відкриття фронту на Волині та похід на Закарпаття
З середини листопада 1918 року розпочалося формування українсько — польського фронту загальною довжиною близько 200 кілометрів від Волині на півночі та до румунського кордону на півдні. Така довжина була обумовлена численними повстаннями поляків проти українців не лише у великих містах, а й у невеликих населених пунктах Галичини. До кінця листопада фронт проходив лінією річка Тісна — Хирів — Перемишль — східні околиці Львова — Ярослав — Любачів — Рава-Руська — Белз — Крилов.
5 грудня 1918 року відбулася битва за Хирів, у якій взяло участь 2 тис. поляків та 1 тис. українців. Хоча перевага була на боці військ Польщі, українцям вдалося заволодіти містом. Завдяки цьому вони змогли розгорнути наступ на Перемишль. 9 грудня українські галицькі частини впритул підійшли до міста, але не змогли взяти його, оскільки місто було потужною фортецею колишньої австро-угорської армії. Поляки скористалися цим, і 12 грудня розгорнули контрнаступ від Перемишля до Хирова. 16 грудня під час боїв з українцями поляки знову опанували Хировим. До січня 1919 року лінія фронту не змінювалася (крім Волині), на фронті взимку спостерігалося затишшя.

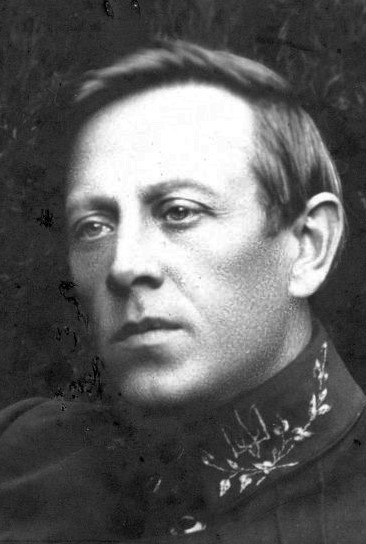
Симон Петлюра — лідер Директорії УНР

3 січня 1919 року польські сили увійшли на територію Волині, яку залишали німецькі окупаційні війська. До 14 січня усі ключові населені пункти регіону контролювали поляки. Під час походу на Волинь польські війська зіткнулися зі збройними формуваннями Директорії УНР, які чинили опір полякам, але змушені були відступити. На це негайно відреагував Симон Петлюра, який разом із частинами армії ЗУНР створив на Волині Холмсько-Волинський фронт та Північно-Західний фронт. Перед фронтами стояло завдання відкинути польські війська за річки Буг та Сян, зайнявши Володимир-Волинський та Ковель.
Тим часом на півдні польсько-українського фронту українські галицькі війська зробили спробу приєднати до ЗУНР Закарпаття. Скориставшись чехословацько-угорською війною, кілька батальйонів галичан проникли в цей регіон. До того моменту на території Закарпаття вже знаходилися одразу дві держави — Підкарпатська Русь, що претендувала на поєднання з Чехословаччиною, і автономія у складі Угорщини Руська країна. Однак похід провалився, а військові дії обмежилися незначними боями з чехословацькими волонтерами та угорською поліцією. Однак війна з Чехословаччиною не була вигідна Західноукраїнській народній республіці, тому українські галицькі війська після кількох днів перебування на Закарпатті покинули цей регіон.
У січні 1919 року Президент ЗУНР Євген Петрушевич віддав розпорядження сформувати з регулярних військових загонів колишньої австро-угорської армії, що складаються переважно з українців Українську галицьку армію (УГА). Українці скористалися затишшям для формування цієї армії та реорганізації військ.

#### Наступ польської армії
21 січня 1919 року війська Української Народної Республіки чисельністю до 6500 осіб, маючи 8 гармат, рушили до Ковеля та Володимира. 22 січня, внаслідок запеклих боїв, українські підрозділи увійшли до цих міст. Однак Ковель та Володимир-Волинський перебували під контролем українців недовго, бо в тилу ЗУНР та УНР тривав наступ українських радянських військ на захід. Наприкінці січня червоноармійські війська самопроголошеної УСРР завдали удару по військам УНР у районі Полісся біля Сарн, Коростеня та Ковеля. Цим скористалися поляки, розпочавши загальний наступ на північній частині всього польсько-українського фронту. Таким чином, на Волині частини Української народної республіки були «розчавленими» між двома супротивниками — Польщею та Українською СРР. Незважаючи на це, вони змогли утриматися в цьому регіоні завдяки, головним чином, масовим антибільшовицьким повстанням у тилу Української радянської армії.
Після невеликої перерви 3 березня 1919 року розпочався новий наступ польських військ на Волині, що тривав до 8 березня. Регулярній польській армії активно допомагали місцеві жителі — етнічні поляки. Вони орудували у тилу армії УНР, займаючись диверсіями. В результаті польські частини взяли під контроль кілька населених пунктів Волині, але великі міста Луцьк та Рівне, як і раніше, утримувалися частинами армії УНР.
6 січня поляки з Рави-Руської завдали удару по групі військ «Північ» Української галицької армії. Основний удар припав на Жовкву, і група «Північ» зазнала величезних втрат. Унаслідок наступу 11 січня польська група військ Ромера пробилася до Львова. Однак галичани швидко відновили свої сили і знову зайняли Жовкву, захопивши там польські обози з харчами та боєприпасами, що йшли за Ромером. У відповідь поляки зробили спробу допомогти підрозділам Ромера, атакувавши галицькі війська на північ від Львова. Атака провалилася.
Одночасно відбувався процес об'єднання ЗУНР з УНР (Директорією Симона Петлюри). Об'єднання було проголошено 3 січня 1919 року. Після підготовки 22 січня було підписано «Акт Злуки», і ЗУНР увійшла до складу УНР як Західна Область Української Народної Республіки. 28 січня, після урочистого мітингу в Києві та офіційного оголошення про возз'єднання, Симон Петлюра направив до ЗУНР зброю, боєприпаси та кількох військових керівників. Проте цієї допомоги вистачило ненадовго. Вже в лютому 1919 року частини УГА відчули гостру нестачу боєприпасів.

#### Вовчухівська операція. Мирні переговори
У лютому 1919 року боям під Львовом знову приділялася велика увага з обидвох боків. Українці хотіли заволодіти містом, яке вважали столицею ЗУНР, при тому, що поляки вважали Львів своїм споконвічно польським містом. Тим часом Польська Республіка не могла належно забезпечувати свої військові частини в Галичині через кілька прикордонних конфліктів із Чехословаччиною, чим скористалося командування УГА.
Для штурму Львова полковниками Української галицької армії Євгеном Мишковським та Миколою Какуріним почав розроблятися план Вовчухівської операції. Основний удар мав бути завданий у напрямку Львова із села Вовчухи (нині — Городоцького району Львівської області). Командування УГА вважало, що місто потрібно взяти за будь-яку ціну, не зважаючи на втрати. Після захоплення Львова планувався штурм Перемишля, а тоді вже можна було розпочати переговори з Польщею за підтримки місії Антанти.

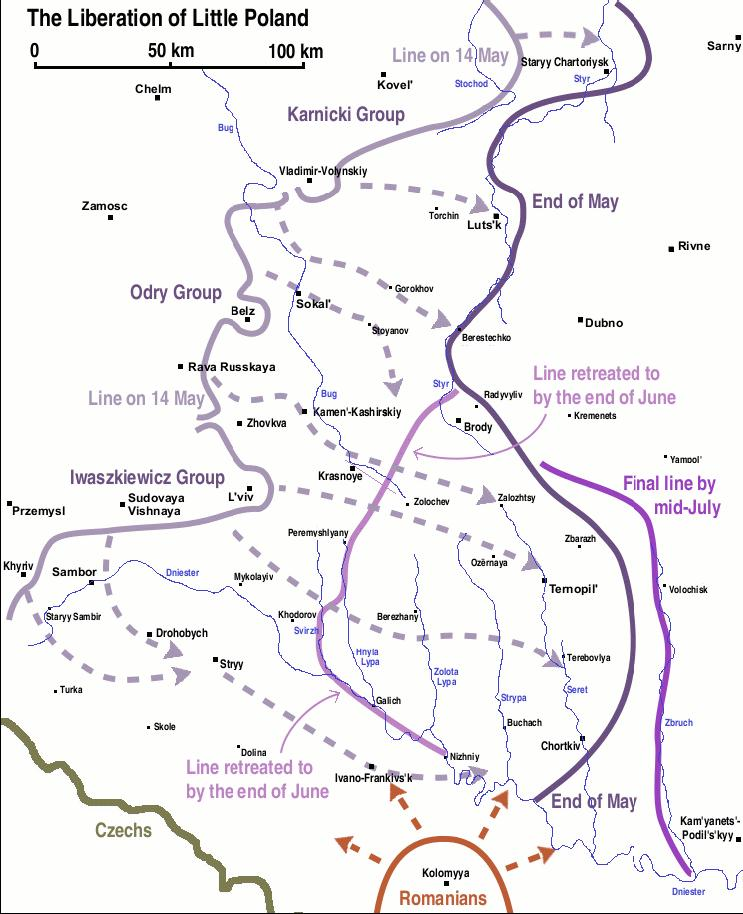
Фінальна стадія Польсько-української війни у 1919 році

16 лютого 1919 року українські війська завдали удару у напрямку Львова. Після запеклих боїв 18 лютого УГА перерізала залізничну лінію з Перемишля до Львова, позбавивши польські війська підтримки з Польщі. Через це у Львові розпочалася паніка, командувачі польської армії готувалися до добровільної здачі міста. Одночасно українці розгорнули наступ на Раву-Руську. У зв'язку з ситуацією, що загострилася, владою Польської Республіки на Львівський фронт було терміново відправлено 10 500 бійців. 20 лютого підкріплення дісталися лінії фронту, і поляки перейшли в контрнаступ. 23 лютого було відновлено лінію фронту, яка існувала до Вовчухівської операції.
Того ж дня до Львова прибула миротворча місія Антанти, головною метою якої було створення демаркаційної лінії в Галичині між поляками та українцями та припинення війни. Місію очолював генерал Жозеф Бартелемі. Незважаючи на свої мирні цілі, в складі місії було привезено для польської армії 100 кулеметів, 18 літаків та 10 000 гвинтівок.
Після прибуття до Галичини Бартелемі запропонував свою лінію поділу Галичини, при цьому Львів та Дрогобич переходили до Польщі, що не влаштовувало ЗУНР. Від польської армії генерал вимагав відійти з Галичини до Західного Бугу. 2 лютого відбулися переговори Бартелемі з урядом ЗУНР, де делегація УНР категорично відмовилася підтримати умови посередника. Наступний етап переговорів відбувся 22 лютого у Ходорові, куди приїхав і Симон Петлюра. Ці переговори провалилися, причому їхній провал серйозно позначився на становищі УНР. Нещодавно проведене об'єднання ЗУНР та УНР фактично обнулилося через сварку Петлюри із західноукраїнським урядом з приводу умов миру з Польщею. Незважаючи на це, Антанта 24 лютого змогла домогтися в Галичині перемир'я, і в наступні дні переговори ЗУНР з Польщею відновилися. 28 лютого третій етап переговорів провалився, і ЗУНР повністю розірвала відносини з Польщею, а потім денонсувала «Акт Злуки» з УНР.

### Рекомендована література
- Західно-Українська Народна Республіка 1918—1923. Енциклопедія. Т. 1: А–Ж. Івано-Франківськ: Манускрипт-Львів, 2018. — 688 с. ISBN 978-966-2067-44-6
- Західно-Українська Народна Республіка 1918—1923. Енциклопедія. Т. 2: З–О. Івано-Франківськ: Манускрипт-Львів, 2019. — 832 с. ISBN 978-966-2067-61
- Західно-Українська Народна Республіка 1918—1923. Енциклопедія. Т. 3: П — С. Івано-Франківськ: Манускрипт-Львів, 2020. — 576 с. ISBN 978-966-2067-65-1
- Західно-Українська Народна Республіка 1918—1923. Енциклопедія. Т. 4: Т — Я. Івано-Франківськ: Манускрипт-Львів, 2021. — 688 с. ISBN: 978-966-2067-72-9